# Мурвиль-Бас
Мурви́ль-Бас (фр. Mourvilles-Basses, окс. Morvilas Bassas) — коммуна во Франции, находится в регионе Юг — Пиренеи. Департамент — Верхняя Гаронна. Входит в состав кантона Караман. Округ коммуны — Тулуза.
Код INSEE коммуны — 31392.

## География
Коммуна расположена приблизительно в 600 км к югу от Парижа, в 25 км к юго-востоку от Тулузы.

## Климат
Климат умеренно-океанический. Зима мягкая и снежная, весна характеризуется сильными дождями и грозами, лето сухое и жаркое, осень солнечная. Преобладают сильные юго-восточные и северо-западные ветры.

## Население
Население коммуны на 2010 год составляло 72 человека.
| 1962 | 1968 | 1975 | 1982 | 1990 | 1999 | 2010 |
| ---- | ---- | ---- | ---- | ---- | ---- | ---- |
| 93   | 80   | 50   | 58   | 57   | 60   | 72   |

## Администрация
| Период | Период | Фамилия              | Партия | Примечания |
| ------ | ------ | -------------------- | ------ | ---------- |
| 1998   | 2014   | Анри де Виллель      |        |            |
| 2014   | 2020   | Аксель де Лапланьоль |        |            |

## Экономика
В 2010 году среди 51 человека трудоспособного возраста (15—64 лет) 37 были экономически активными, 14 — неактивными (показатель активности — 72,5 %, в 1999 году было 56,8 %). Из 37 активных жителей работали 36 человек (19 мужчин и 17 женщин), безработным был 1 мужчина. Среди 14 неактивных 8 человек были учениками или студентами, 3 — пенсионерами, 3 были неактивными по другим причинам.

## Достопримечательности
- Замок Мурвиль-Бас (XVI век). Исторический памятник с 2001 года[4]
- Замок Кампольяк
- Церковь Св. Андрея (1830 год)

## Фотогалерея
- Замок Мурвиль-Бас
- Карта коммуны